# Латчмер-хаус
Латчмер-хаус — здание, расположенное в районе Хэм лондонского округа Ричмонд-апон-Темс в юго-западной части Лондона. Здание построено в викторианскую эпоху как частный дом. Латчмер-хаус использовался министерством обороны, а потом находился под управлением тюремной службы Её величества и был преобразован в мужскую тюрьму категории D. Тюрьма была закрыта в сентябре 2011 года. Дальнейшая судьба здания ещё не определена.

## История
В годы Первой мировой войны (1914—1918) Латчмер-хаус использовался как госпиталь для лечения офицеров, страдающих от последствий контузий.
В годы Второй мировой войны Латчмер-хаус использовался как центр для заключения и снятия допросов (был известнее как лагерь 020) вражеских агентов, захваченных MI5. В 1948 Латчмер-хаус стал тюрьмой, учреждением для юных преступников, центром содержания под стражей и тюрьмой для ссыльных. В 1992 тюрьма стала пересыльной тюрьмой для заключённых категории D.
В рапорте главного инспектора тюремной службы Её королевского величества от декабря 2003 года тюрьму хвалили за её реабилитационный центр, возможности занятости для заключённых и хорошие отношения между персоналом тюрьмы и заключёнными, но было отмечено, что тюрьма более не может подготавливать заключённых для освобождения и что иногда не получается быстро занять делом новоприбывших, которые несколько месяцев сидят без дела.
Согласно ежегодному рапорту тюремной службы, в августе 2004 года количество рабочих часов заключённого за неделю составляло 57,6 «целеустремлённой деятельности», что сделало тюрьму «лучшей в стране по предоставлению полезного труда для своих заключённых». Тюрьма также преуспевала в вопросах расового равноправия заключённых и образования заключенных, но была не такой успешной в плане переселения заключённых[уточнить] или предотвращения использования наркотиков.
В июле 2011 года министерство юстиции объявило о планах закрытия Латчмер-хауса в сентябре 2011 года. Закрытие тюрьмы являлось частью широкомасштабных планов экономии средств министерством.

## Описание тюрьмы
Латчмер-хаус была мужской тюрьмой категории D, там главным образом содержались заключённые, переведённые из других тюрем, ожидающие окончания срока своего заключения и собирающиеся после освобождения поселиться в Большом Лондоне. Таким образом, тюремная деятельность главным образом была сфокусирована на интеграции бывших преступников в общество.
От заключённых ожидалось, что они будут работать в тюрьме перед освобождением по временному разрешению. Было доступно тюремное внутреннее обучение с доступом к внешним ресурсам. Заключённым, завершившим программы восстановительного правосудия, позволялось искать полную занятость вне тюрьмы в ходе финальной части их заключения.
В сентябре 2011 по приказу министерства юстиции тюрьма в Латчмер-хаусе была закрыта, оставшиеся заключённые были переведены в другие тюрьмы. Закрытие тюрьмы произошло по плану министерства по сбережению средств.

## Дальнейшая судьба здания
Ожидается, что Латчмер-хаус будет продан министерством юстиции для получения доходов. Здание представляет собой недвижимость премьер-класса с видом на лондонский Ричмонд-парк и может быть перестроено для жилых, коммерческих потребностей и в цели организации досуга. Однако совет округа Ричмонд постановил внести здание (викторианской архитектуры) в список зданий, представляющих архитектурную или историческую ценность, это может повлиять на будущее использование здания. Могут быть поданы запросы об использовании здания местной общиной.